# Harpie féroce
Harpia harpyja
Vous lisez un « bon article » labellisé en 2018.
Pour les articles homonymes, voir Harpie (oiseau).
Genre
Espèce
Statut de conservation UICN

 VU A3cd+4cd : Vulnérable
Statut CITES
Répartition géographique
La harpie féroce (Harpia harpyja), seule espèce du genre Harpia, aussi connue au Brésil sous le nom de faucon-royal (en portugais : gavião-real), est un aigle forestier d'Amérique latine.
Elle est le plus grand et le plus puissant rapace de la forêt tropicale et figure parmi les plus grandes espèces d'aigles au monde. La harpie vit habituellement dans les forêts tropicales humides des basses terres, dans la strate supérieure de la canopée. La destruction de son habitat naturel réduit fortement son aire de répartition : elle a presque disparu d'Amérique centrale.

## Description

### Morphologie

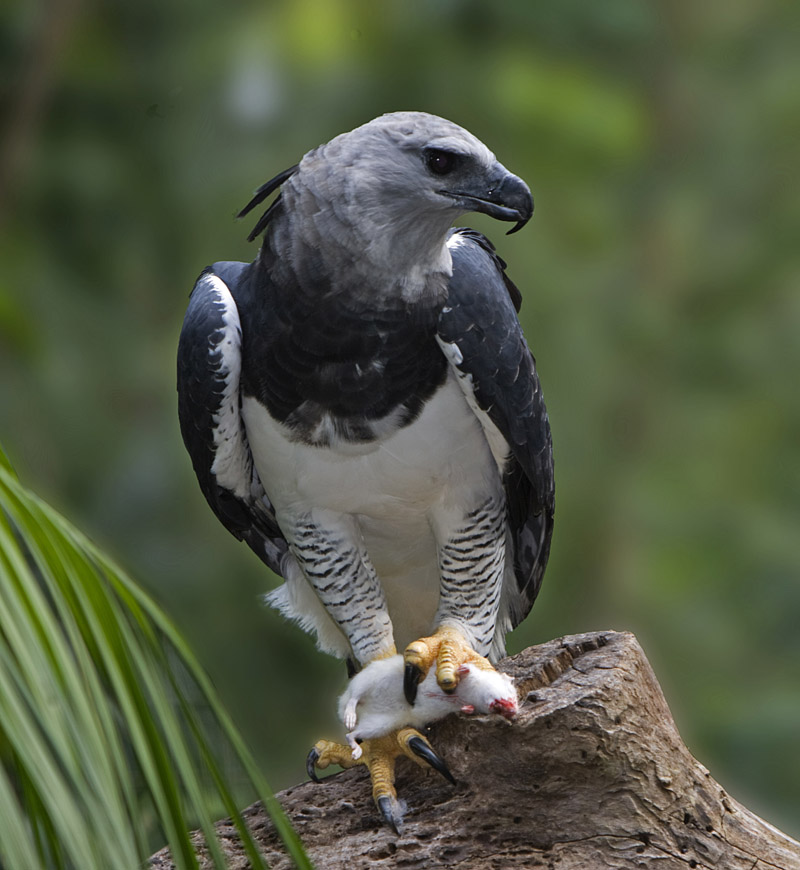
Une harpie féroce dans le parc aux oiseaux de Foz do Iguaçu au Brésil.

La harpie féroce peut mesurer jusqu'à un mètre, avec une envergure pouvant dépasser les deux mètres, et un poids compris entre 4,8 et 9,3 kilogrammes. Son espérance de vie est d'environ 40 ans. Le dessus du poitrail est noirâtre et contraste avec la couleur blanche située juste en dessous. Sa tête blanche est surmontée d'une huppe érectile noirâtre sur l'occiput. Son bec bleu-noir est extrêmement puissant, tout comme ses pattes jaunes, dont le dessus est strié de bandes noires et dont la griffe du doigt postérieur peut atteindre six centimètres. Ses ailes sont longues et arrondies. La harpie féroce est considérée comme le plus grand aigle d'Amérique du Sud. Les harpies féroces mesurent de 86,5 à 107 cm et possèdent une envergure de 176 à 224 cm. Parmi les mensurations standard de cet oiseau, la corde de l’aile mesure 54-63 cm, la queue mesure 37-42 cm, le tarse a une longueur de 11,4-13 cm et la taille du culmen est de 4,2 à 6,5 cm.
La harpie féroce fait partie des plus grands aigles aux côtés de la harpie de Nouvelle-Guinée, qui est un peu plus longue, et du pygargue empereur, qui est légèrement plus lourd. L'envergure de la harpie féroce est relativement petite, ce qui augmente sa manœuvrabilité dans les habitats forestiers. Cette manœuvrabilité est partagée par d'autres rapaces vivant dans des habitats similaires. L'envergure de la harpie féroce est surpassée par celle de plusieurs grands aigles qui vivent dans des habitats plus ouverts, tels que ceux des genres Haliaeetus et Aquila. L'aigle géant de Haast (espèce de Nouvelle-Zélande disparue au XVe siècle) était significativement plus grand que tous les aigles existants, y compris la harpie féroce.

### Chant et cris
Cette espèce est en grande partie silencieuse loin du nid mais dans ce dernier, les adultes poussent un cri pénétrant, faible, mélancolique ressemblant à un « wheeeeeee » . L'appel des mâles en incubation est décrit comme « cris ou gémissements chuchotant ». Les appels des femelles pendant l'incubation sont semblables, mais plus graves. En s'approchant du nid avec de la nourriture, le mâle pousse « des gazouillis rapides, des appels semblables à ceux de l'oie et parfois des cris aigus ». La vocalise des deux parents diminue au fur et à mesure que les oisillons grandissent, tandis que celle des oisillons devient de plus en plus forte. Les oisillons en alerte produisent un son qui se rapproche fortement d’un « chi-chi-chi-chi-chi-chi-chi ». Quand les humains s'approchent du nid, les oisillons ont été décrits comme émettant des croassements et des sifflements.

### Dimorphisme sexuel
La femelle est généralement plus grande que le mâle et peut peser jusqu'à deux fois le poids de ce dernier. Une femelle en captivité exceptionnellement grande, baptisée « Jezebel », pesait 12,3 kg. En raison des différences de disponibilité de la nourriture en captivité, cette grande femelle peut ne pas être représentative du poids possible chez les harpies féroces à l’état sauvage. Le mâle, en comparaison, est beaucoup plus petit avec un poids de 4 à 4,8 kilogrammes.

### Apparence du juvénile
Les individus juvéniles ont un plumage gris, marbré de noirâtre sur le dessus du corps, tandis que la tête et les parties inférieures sont blanches. La huppe est plus touffue et déjà foncée. La queue est striée de plusieurs fines barres caudales. Ce n'est qu'au terme de trois à quatre ans que le juvénile acquiert son plumage adulte et sa maturité sexuelle.

## Comportement

### Reproduction et nidification

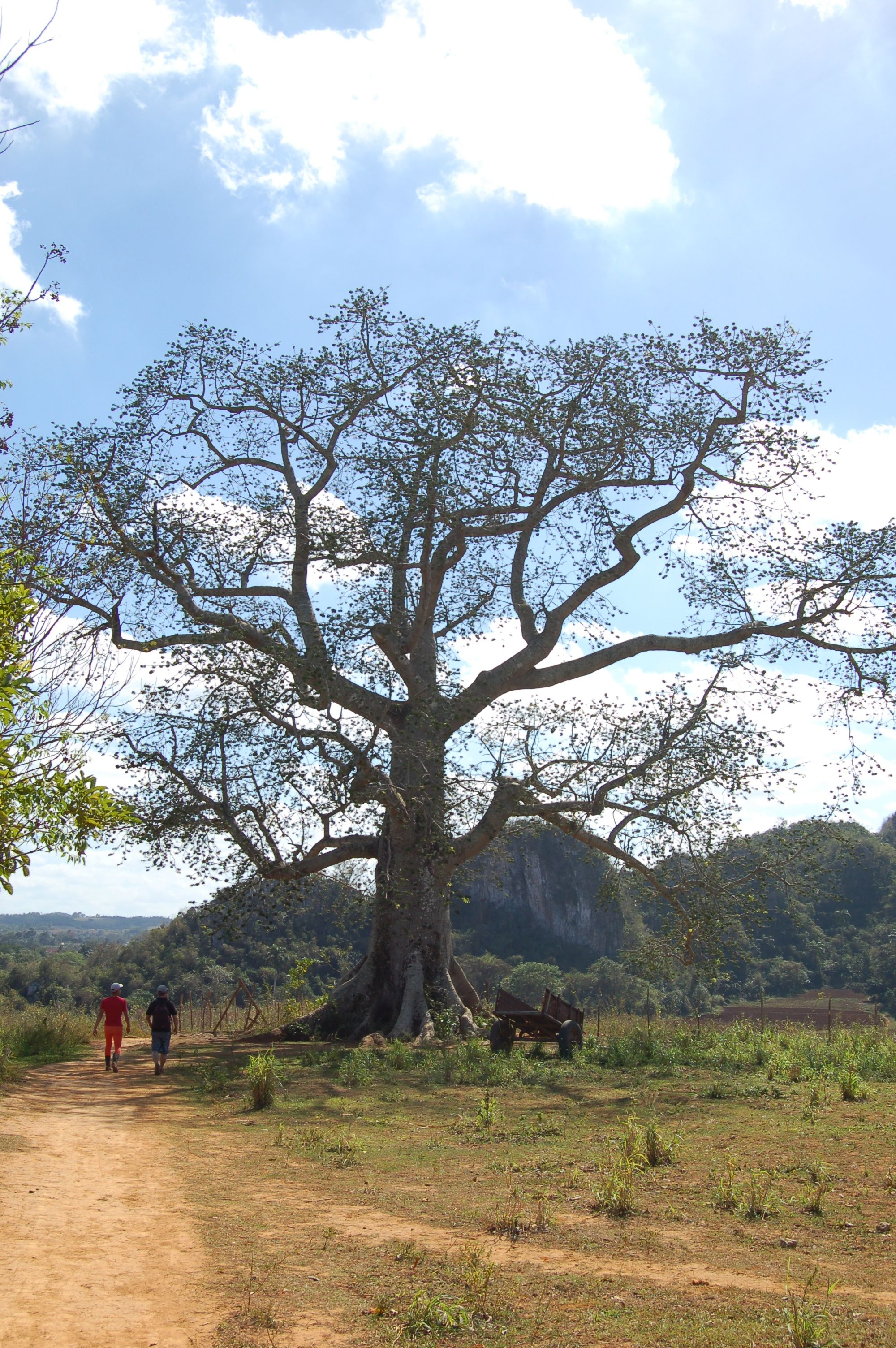
Le Ceiba pentandra, arbre préféré de la harpie féroce pour sa nidification.

Les harpies, comme les aigles en général, sont monogames et forment des couples unis pour toute la vie, mais hormis en période de reproduction, les partenaires ont chacun leur territoire de chasse et ne se rejoignent que pour la pariade. Elles font leur nid dans de très hauts arbres ayant des branches bien séparées pour en faciliter l'accès ou la sortie en vol, en passant toujours par les mêmes couloirs aériens. La harpie féroce apprécie particulièrement le kapokier pour édifier son nid qui se trouve souvent entre 30 et 50 mètres de hauteur. Fait de branches, le nid est garni de feuilles et de mousse. La période de reproduction s'étend de juin à novembre. La durée d'incubation est de 30 jours. Une ponte a lieu tous les deux ou trois ans. La femelle pond un ou deux œufs d'un blanc jaunâtre, mais un seul jeune voit le jour car la femelle stoppe la couvaison dès la première éclosion. Le jeune teste ses ailes et son vol six mois après sa naissance. Il restera sous la surveillance de ses parents, qui continueront de l'alimenter, durant six mois supplémentaires. Les harpies féroces peuvent se montrer très agressives envers des dangers potentiels, y compris envers les humains.
Un cas d'attaque sur un être humain s'est produit en Guyane française au mois d'octobre 2023 sur la commune de Kourou. Exceptionnel, il laisse les spécialistes locaux dans l'expectative quant à sa cause. L'oiseau qui suivait un groupe de randonneurs en forêt et semblait être excité s'est jeté sur une femme qui se trouvait isolée. Les blessures sont portées à la tête de la victime, par les serres et le bec. Le compagnon de la femme est venu à sa rescousse pour la dégager de cette situation. La victime a dû passer aux urgences pour être soignée.

### Technique de chasse

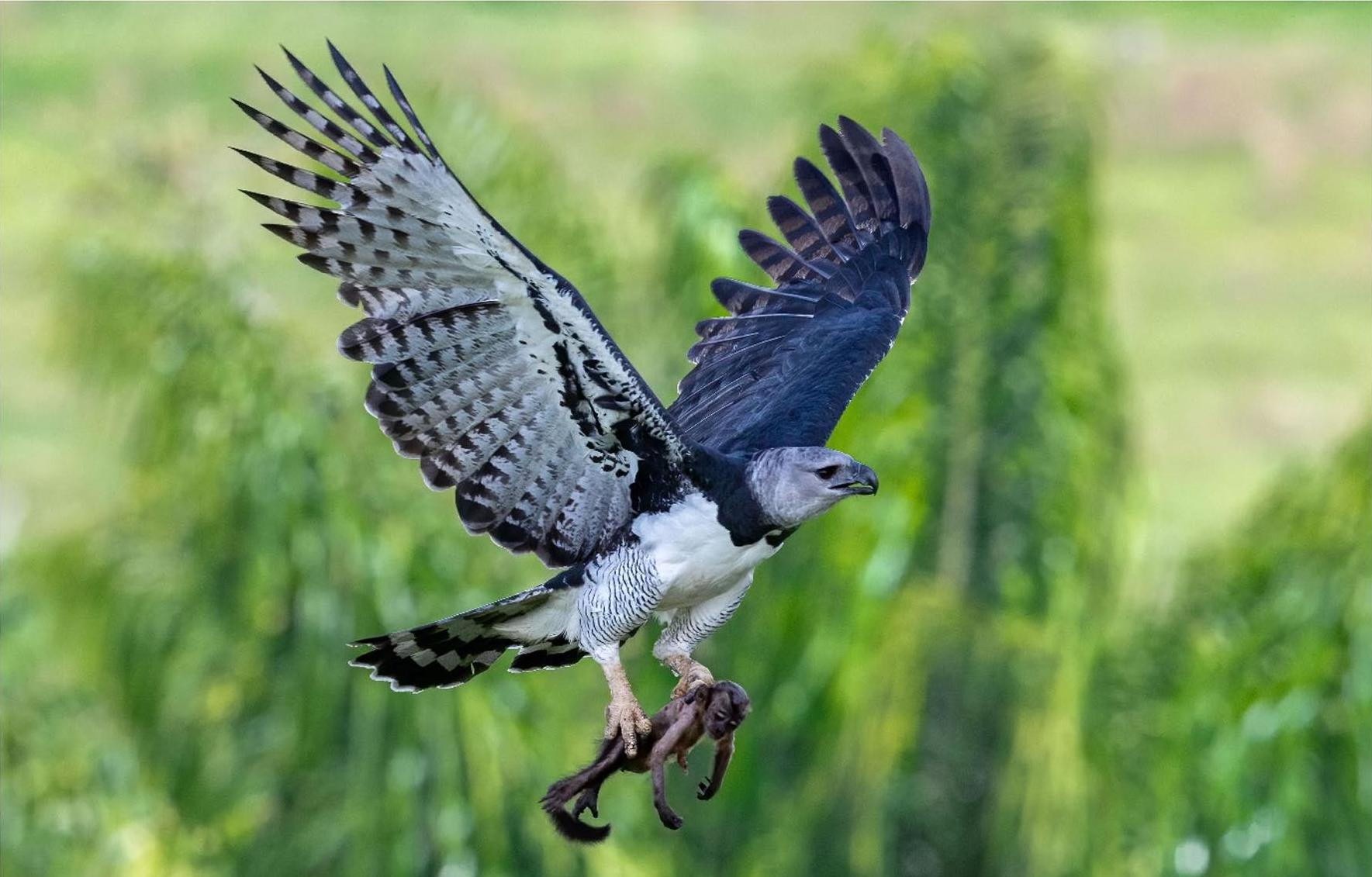
Arrivée au nid avec un capucin brun.

La harpie féroce est un carnivore, un chasseur actif, superprédateur dont la vitesse maximale en vol peut atteindre 80 km/h,. Les harpies féroces sont des prédateurs dit « sit-and-wait » (fréquents chez les rapaces forestiers). Chez les harpies, cela consiste à se percher et à regarder pendant longtemps depuis un haut perchoir (arbre assez élevé en général) près d'une rivière (où de nombreux mammifères vont pour se nourrir et se désaltérer). La technique de chasse la plus commune de l'espèce est la chasse à la perche, qui consiste à balayer les alentours du regard pour vérifier l'activité des proies jusqu'à en repérer une qui leur semble intéressante. Quand la proie est repérée, la harpie féroce plonge rapidement et l'attrape. À l'occasion, elles peuvent aussi chasser en volant à l'intérieur ou au-dessus de la canopée. Elles ont également été observées chassant « à la queue », un style de prédation commun aux faucons et aux aigles du genre Accipiter qui sont les espèces d'aigles chassant généralement d'autres espèces d'oiseaux.

### Alimentation

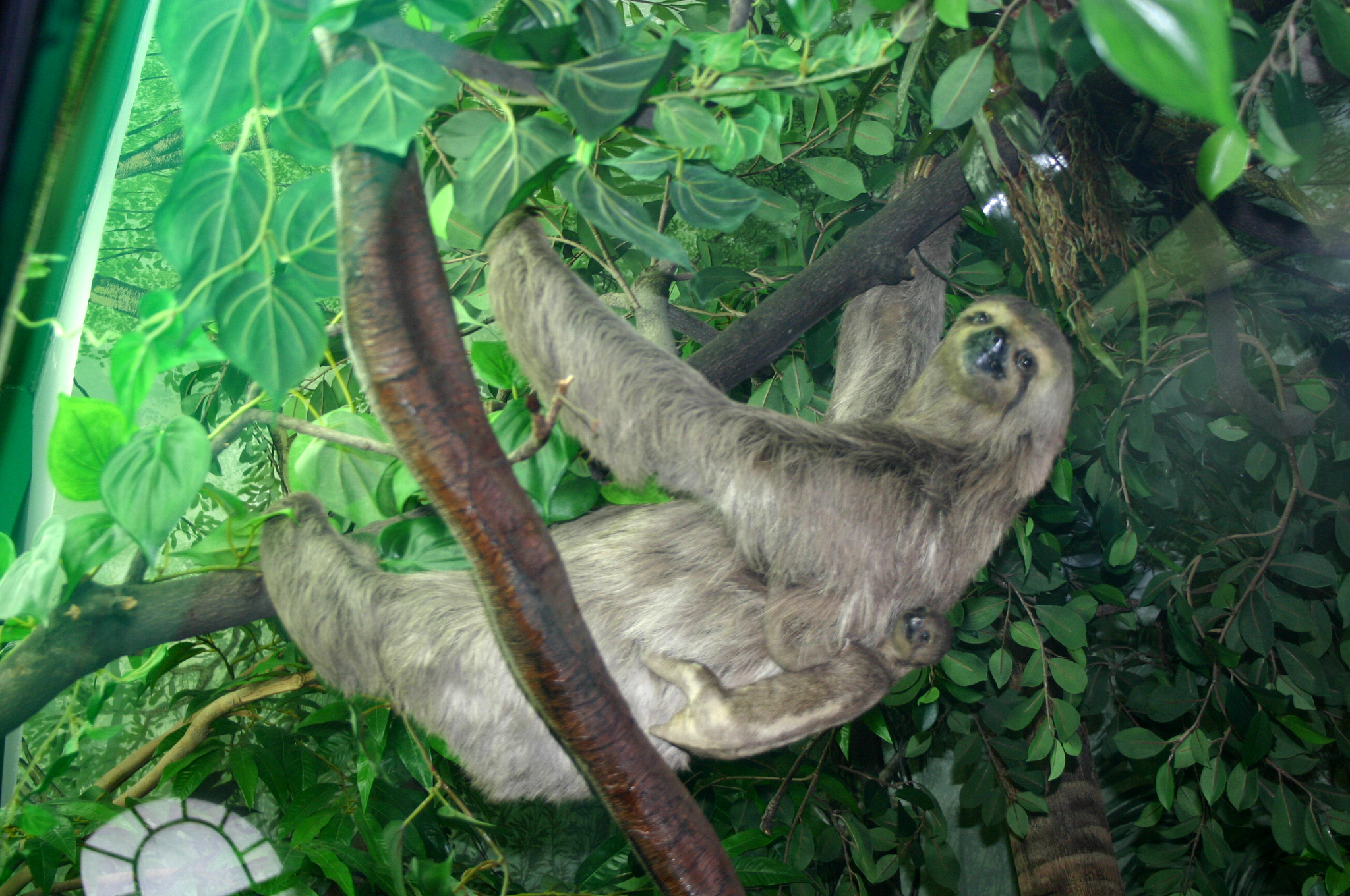
Le paresseux, proie de choix de la harpie.

La harpie féroce est un prédateur émérite : ses serres peuvent exercer une pression supérieure à celle de la mâchoire d'un loup et être, dans le cas de la femelle, plus grosses que les griffes d'un grizzli mâle. C'est un aigle adapté au vol acrobatique en milieu forestier et en espaces réduits. Son appellation « féroce » provient de l'extrême agressivité dont elle fait preuve lorsqu'il s'agit de défendre son territoire ou son nid, ce qui en fait un rapace difficile à étudier sans protections adéquates.
Ses principales proies sont les mammifères arboricoles : les paresseux (notamment les paresseux à trois doigts), et les singes (tels que le Singe-araignée commun ou le Hurleur roux) constituent l'essentiel de son régime alimentaire. Les recherches menées par Aguiar-Silva entre 2003 et 2005 dans un site de nidification à Parintins dans l'Amazonas au Brésil, ont permis de recueillir des restes de proies apportées à un poussin par ses parents. Après les avoir triés, les chercheurs ont conclu qu'en termes de proies, la base de l'alimentation de la harpie féroce dans l'Amazonas est composée à 79 % par des paresseux de deux espèces : Bradypus variegatus représentant 39 % des proies, et Choloepus didactylus représentant jusqu'à 40 % de l'alimentation de la harpie féroce dans cette région ; divers singes représentaient 11,6 % de la consommation du même nid. Dans un projet de recherche similaire au Panama, où deux sous-adultes élevés en captivité ont été relâchés, 52 % des proies des mâles et 54 % de celles des femelles appartenaient à deux espèces de paresseux (Bradypus variegatus et Choloepus hoffmanni). Dans un nid vénézuélien, les restes comprenaient des paresseux. Les singes régulièrement consommés sont notamment des singes de la famille des Cebus (capucins), des singes de la famille des sakis, des singes hurleurs (Alouates), des singes titi (Callicebus), des singes-écureuils (Saïmiris) et des singes-araignées (Atèles). Les petits singes, tels que les tamarins, sont apparemment dédaignés par la harpie féroce. Dans plusieurs nids en Guyane, les singes constituaient environ 37 % des restes. De même, les Cebidae constituaient 35 % des restes trouvés dans dix nids en Amazonie équatorienne. D'autres mammifères partiellement arboricoles et même terrestres sont également des proies pour cet oiseau. Ces proies comprennent des porcs-épics de la famille des Erethizontidae, des écureuils, des opossums (et notamment le pian), des fourmiliers, des tatous et même des carnivores relativement grands tels que le kinkajou, les coatis et la tayra. Dans le Pantanal, un couple de harpie féroce basait son alimentation en grande partie sur le porc-épic (Coendou prehensilis) et l'agouti (Dasyprocta azarae). La harpie féroce peut également attaquer des espèces d'oiseaux telles que les aras : sur le site de recherche de Parintins, l'ara rouge et l'ara vert constituaient 0,4 % du total des proies, les autres oiseaux représentant 4,6 %. D'autres perroquets ont également été retrouvés comme étant des proies. Les proies additionnelles signalées incluent des reptiles tels que des iguanes (et notamment Iguana iguana), des tégus et certains serpents. Des observations ont montré que les serpents mesurant jusqu'à cinq centimètres de diamètre étaient coupés en deux, puis les morceaux étaient avalés entiers. À l'occasion, des proies plus grandes comme les capybaras, les pécaris et les daguets sont capturées. Ces proies sont généralement trop lourdes pour être transportées jusqu'au nid et sont donc mangées sur place. La harpie féroce a également été aperçue chassant du bétail domestique comme de la volaille, des agneaux, des chèvres et des porcelets, voire des chiens, mais cela est extrêmement rare dans des circonstances normales. Les harpies féroces régulent les populations telles que les singes capucins qui mangent abondamment les œufs d'oiseaux et qui (s'ils ne sont pas naturellement régulés) peuvent provoquer des extinctions locales d'espèces sensibles.

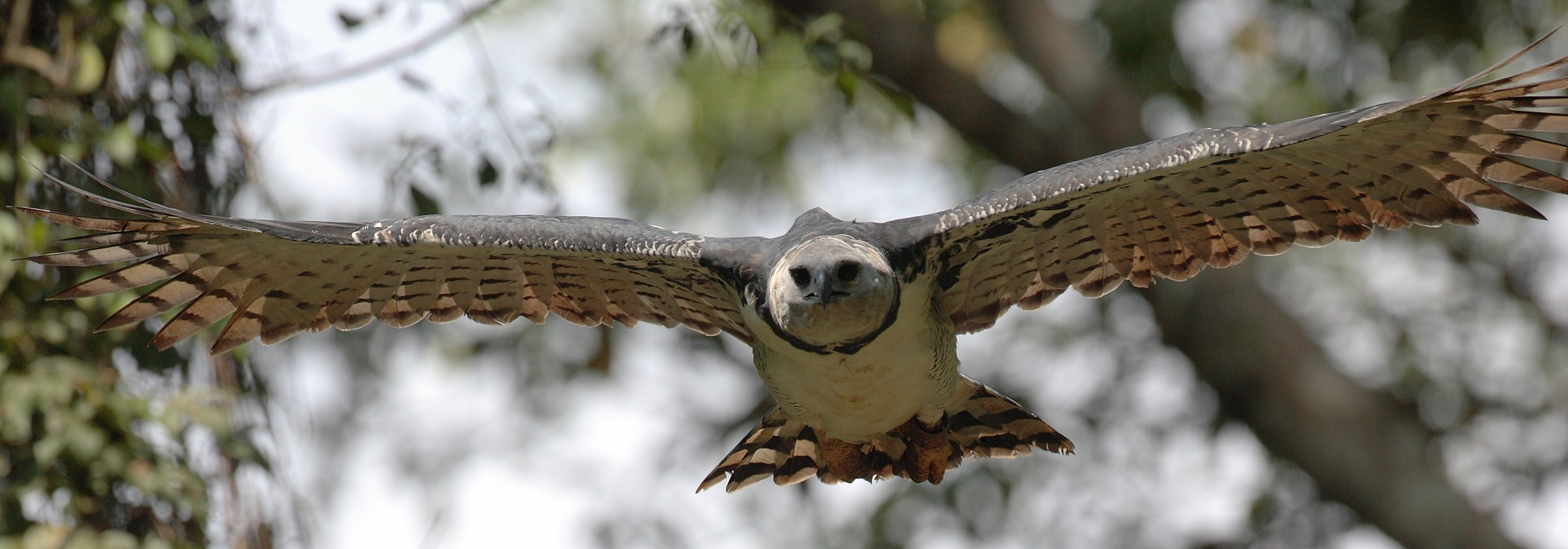
Harpie féroce en vol.

Il a été observé que ces oiseaux peuvent soulever des proies pouvant égaler leur propre masse corporelle. Cela leur permet d'attraper un paresseux vivant ou d'autres types de proies énormes. Les harpies féroces prennent régulièrement des proies pesant plus de 7 kg. Les femelles adultes attrapent régulièrement, tout en étant en vol, des singes hurleurs (Alouates), des singes-araignées mâles (Atèles) ou bien des paresseux adultes pesant de 6 à 9 kg et reprennent leur vol sans se poser, ce qui représente un énorme exploit. Les mâles prennent généralement des proies relativement plus petites que celles des femelles, avec une fourchette typique de 0,5 à 2,5 kg, soit environ la moitié de leur propre poids. Les plus grandes femelles prennent des proies plus grandes, avec un poids de proie enregistré minimum d'environ 2,7 kg. Les proies ramenées au nid par les femelles adultes sont normalement de taille moyenne, de 1 à 4 kg, avec un poids moyen de 3,2 kg, et celles amenées au nid par les mâles pesaient en moyenne 1,5 kg.

## Distribution et habitat
Rare dans toute son aire de répartition, la harpie féroce est originaire du Mexique (où elle est presque éteinte). Son aire de distribution, qui s'étend sur 17 600 000 km2, traverse l'Amérique centrale depuis le Mexique et l'Amérique du Sud jusqu'en Argentine. Elle est la plus commune au Brésil, où elle est présente sur l'ensemble du territoire. À l'exception de certaines régions du Panama, l'espèce est presque éteinte en Amérique centrale, à la suite de l'exploitation d'une grande partie de la forêt tropicale.

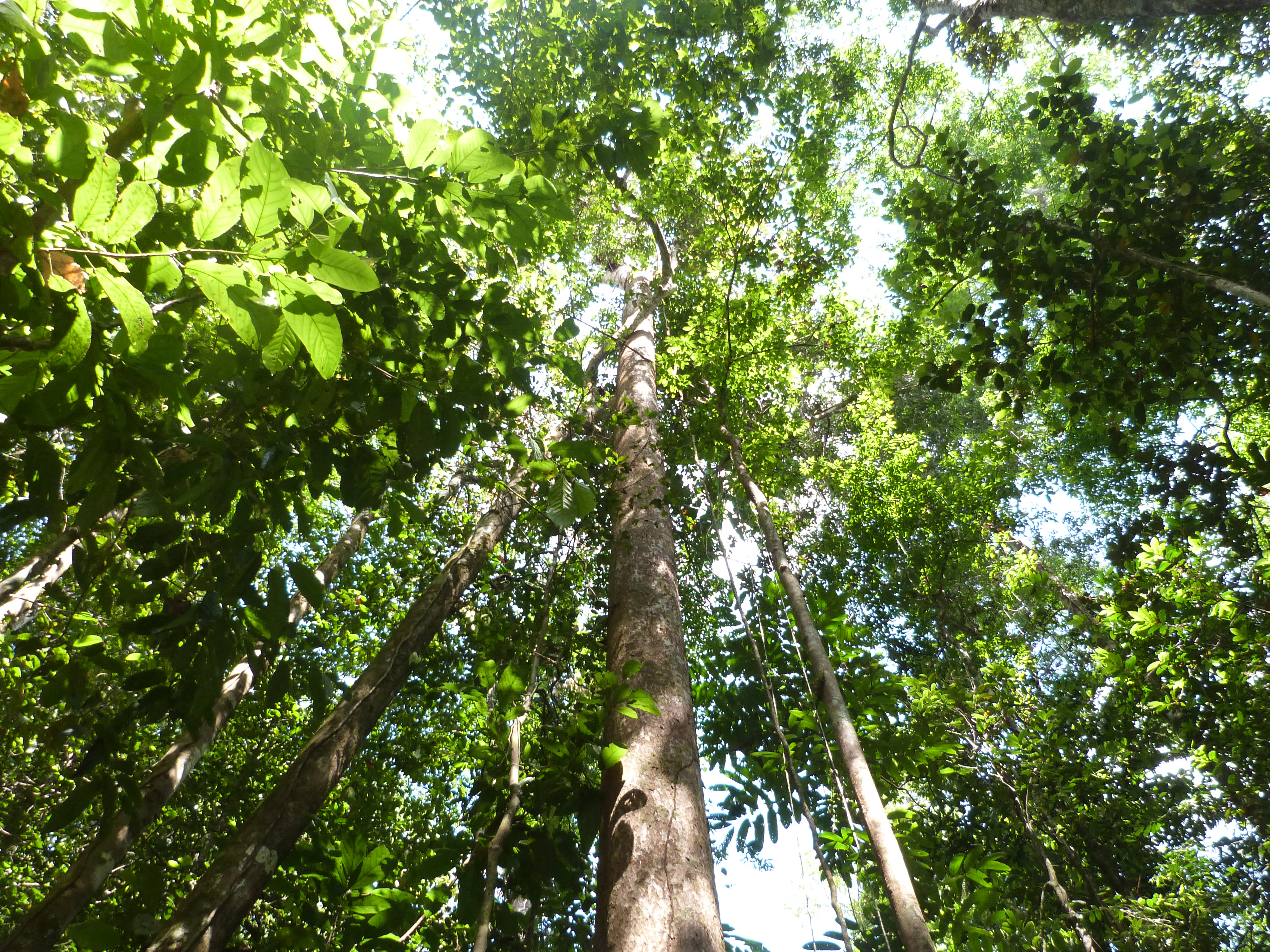
Canopée de la forêt guyanaise vue du sol.

Les harpies féroces habitent les forêts pluviales tropicales et peuvent être aperçues dans la canopée à végétation émergente. Elles sont généralement aperçues en dessous d'une altitude de 900 m, mais ont été repérées à des altitudes allant jusqu'à 2 000 m. Dans la forêt tropicale, elles chassent dans la canopée ou parfois sur le sol, et se posent sur les arbres émergents à la recherche de proies. Elles ne se rencontrent généralement pas dans les zones perturbées, mais visitent régulièrement des mosaïques forestières/pastorales semi-ouvertes, principalement lors d'incursions de chasse. Les harpies, cependant, peuvent être aperçues volant au-dessus des lisières de forêt dans une variété d'habitats, tels que les champs cultivés ou les villes. Elles ont été repérées dans des zones où la sylviculture de haute qualité est pratiquée.

## Statut et conservation
À l'échelle mondiale, la harpie féroce est considérée comme vulnérable (VU) par l'UICN et menacée d'extinction par la CITES (annexe I). Jusqu'à récemment, le Fond Peregrine la considérait comme « espèce dépendante de la conservation », ce qui signifie que pour l'empêcher d'atteindre le statut d'espèce menacée, l'espèce dépend d'efforts spécifiques pour la reproduction en captivité et la libération dans la nature, ainsi que pour la protection de son habitat. La harpie féroce est considérée comme gravement menacée au Mexique et en Amérique centrale, où elle a disparu de la majeure partie de son ancienne aire de répartition. Au Mexique, on l'a trouvée aussi loin au nord dans l'État de Veracruz, mais depuis le début des années 2000, elle n'a plus été observée qu'au Chiapas dans le Selva Zoque (en). Elle a disparu du Salvador et presque disparu du Costa Rica. Elle est considérée comme quasi menacée ou vulnérable dans la majeure partie de la zone sud-américaine de son aire de répartition ; à l'extrême sud de celle-ci, en Argentine, on la trouve uniquement dans les forêts de la vallée du Paraná, dans la province de Misiones.

### Menaces

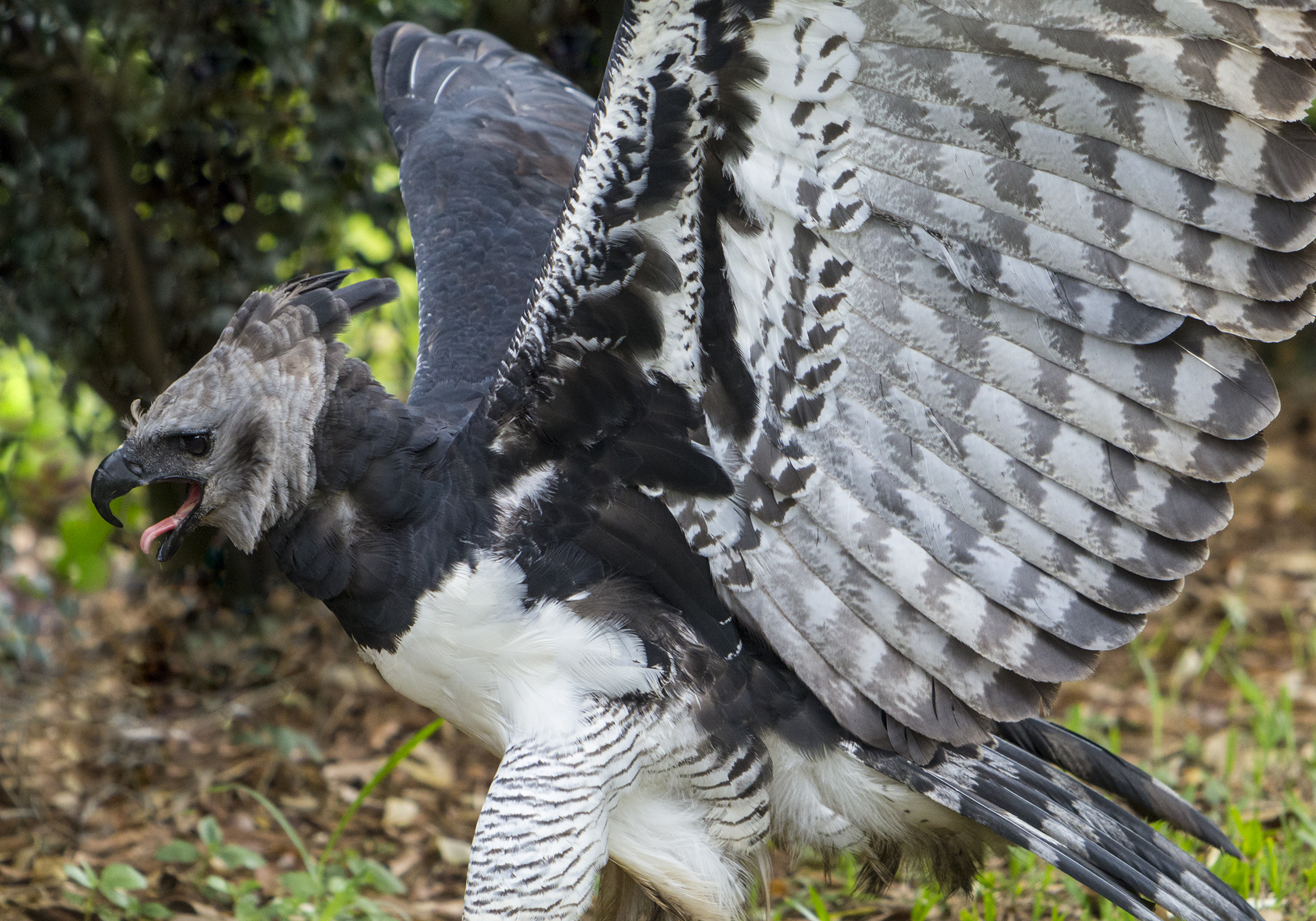
Harpie féroce au sol en position d'attaque, ailes relevées.

Bien que la harpie féroce existe encore dans une aire considérable, sa répartition et sa population ont beaucoup diminué. Elle est menacée principalement par la perte d'habitat due à l'expansion de l'exploitation forestière, à l'élevage de bétail, à l'agriculture et à la prospection des minerais et notamment du minerai d'or. Secondairement, elle est menacée par la chasse car elle est considérée comme une menace pour le bétail et pour l'humain, en raison de sa grande taille. Bien qu'elle ne soit pas réellement connue pour s'attaquer aux humains et rarement aux animaux domestiques, la grande taille de l'espèce et son comportement audacieux envers les humains en font une « cible irrésistible » pour les chasseurs. De telles menaces s'appliquent dans toute son aire de répartition où, dans de grandes parties, l'oiseau est en passe de disparaître. Au Brésil, il a pratiquement disparu de la forêt tropicale atlantique et ne se trouve qu'en nombre appréciable dans les parties les plus reculées du bassin amazonien ; un compte-rendu journalistique brésilien du milieu des années 1990 se plaignait déjà qu'à l'époque il ne se trouvait en nombre significatif sur le territoire brésilien qu'au nord de l'Équateur. Cependant, les données scientifiques des années 1990 suggèrent que la population de harpies de la forêt atlantique pourrait être migratrice. Des recherches ultérieures au Brésil ont établi qu'en 2009, la harpie féroce est, en dehors de l'Amazonie brésilienne, gravement menacée dans les états d'Espírito Santo, de São Paulo et du Paraná, en danger dans le Rio de Janeiro et elle a très probablement disparu du Minas Gerais et du Rio Grande do Sul (où il y a néanmoins une récente observation, en mars 2015, dans le Parc d'État du Turvo). La taille totale réelle de la population de harpies féroces au Brésil est inconnue.

### Initiatives nationales et internationales
Diverses initiatives de protection de l'espèce sont mises en place dans différents pays. Depuis 2002, le Fond Peregrine a lancé un programme de conservation et de recherche pour la harpie féroce dans la province du Darién. Un projet similaire — et plus grand, compte tenu des dimensions des pays concernés — est en cours au Brésil, à l'Instituto Nacional de Pesquisas da Amazônia à travers lequel 45 sites de nidification connus sont surveillés par des chercheurs et des bénévoles des communautés locales (récemment le nombre de sites a augmenté à 62, dont trois seulement situés en dehors du bassin amazonien). Un poussin harpie féroce a été équipé d'un émetteur radio qui lui permet d'être suivi pendant plus de trois ans via un signal satellite envoyé à l'Institut national brésilien de recherches spatiales. En outre, un enregistrement photographique d'un site de nidification dans la forêt nationale de Carajás a été réalisé pour l'édition brésilienne du magazine National Geographic.
Au Belize, le projet de conservation de la harpie féroce a débuté en 2003 avec la collaboration de Sharon Matola, fondatrice et directrice du zoo du Belize et du fond Peregrine. Le but de ce projet était le rétablissement de l'aigle harpie au Belize. La population de l'aigle a diminué en raison de la fragmentation de la forêt, de la chasse et de la destruction des nids, entraînant une quasi-disparition de l'espèce. Des harpies féroces élevées en captivité ont été relâchées dans la zone de conservation et de gestion du Rio Bravo à Belize, choisie pour son habitat forestier de qualité et ses liens avec le Guatemala et le Mexique. Le lien entre ces trois pays était important pour la conservation de l'habitat de qualité et de la harpie à l'échelle régionale. En novembre 2009, quatorze harpies féroces ont été relâchées et sont surveillées par le Fond Peregrine, grâce à la télémétrie par satellites.
En janvier 2009, un poussin de la population quasi disparue de l'État brésilien de Paraná a été mis en captivité dans la réserve conservée dans les environs du barrage d'Itaipu de l'entreprise publique brésilo-paraguayenne Itaipu Binaciona. En septembre de la même année, une femelle adulte, détenue pendant douze ans dans une réserve privée, a été équipée d'un émetteur radio avant d'être remise en liberté dans les environs du Parc national de Pau Brasil (en) (anciennement : Parc national Monte Pascoal) dans l'état de Bahia. En décembre 2009, une quinzième harpie féroce a été relâchée dans l'aire de conservation et de gestion du Rio Bravo, au Belize. Le relâché a eu lieu en même temps que la Conférence des Nations Unies sur les changements climatiques, à Copenhague. Ce quinzième aigle, surnommé Hope (« Espoir ») par les responsables du Fond Peregrine au Panama, était le symbole de la conservation des forêts au Belize, un pays en développement, et de l'importance de ces activités par rapport au changement climatique. L'événement a été couvert par les principales entités médiatiques du Belize et a été soutenu par l'ambassadeur des États-Unis au Belize, Vinai Thummalapally, et par le Haut-commissaire britannique au Belize, Pat Ashworth. En Colombie, à partir de 2007, un individu mâle adulte et un individu femelle subadulte saisis alors qu'ils étaient capturés par des réseaux de trafic d'espèces sauvages ont été remis en liberté dans le parc national de Paramillo dans le département de Córdoba et un autre couple a été gardé en captivité dans un centre de recherche en vue de le faire se reproduire. Un travail de surveillance avec l'aide de volontaires des communautés amérindiennes locales est également en cours en Équateur, y compris le parrainage conjoint de plusieurs universités espagnoles — cet effort est similaire à un autre qui se déroule depuis 1996 au Pérou, centré autour d'une communauté autochtone de la province de Tambopata, dans la région de Madre de Dios. Un autre projet de suivi, commencé en 1992, était opérationnel depuis 2005 dans l'État de Bolívar au Venezuela.
En 2013, une harpie féroce nommée « Panama », née en captivité au Miami MetroZoo, a été relâchée dans le Parc municipal de Summit au Panama.

## Dans la culture

Armoiries du Panama surmontées d'une harpie féroce tenant en son bec la devise du pays.

Au XIXe siècle, dans les mémoires relatant son voyage de plusieurs années en Amérique du Sud, Alcide d'Orbigny a indiqué que chez les Indiens, le propriétaire d'une harpie vivante était un homme estimé.
La harpie féroce est l'oiseau national du Panama : elle est représentée comme ornement extérieur sur ses armoiries. La 15e harpie féroce libérée au Belize, nommée « Hope », a été dotée du titre d'« ambassadrice pour le changement climatique » à la suite de la conférence des Nations Unies de 2009 sur les changements climatiques.
La harpie féroce a inspiré la conception de Fumseck (en anglais Fawkes the Phoenix), le phénix d'Albus Dumbledore dans la série de films Harry Potter. Une harpie féroce vivante a été utilisée pour dépeindre l'aigle géant de Haast éteint depuis le XVe siècle dans Monster We Met (en), une série de la BBC.
La harpie féroce apparaît sur les billets de 10 bolivars vénézuéliens, ainsi que sur une pièce de monnaie de 25 cents de 1976 du Guyana.
En philatélie, la harpie féroce a été représentée sur près d'une centaine de timbres émanant d'une trentaine d'États différents.
La longue-vue de l'entreprise allemande Zeiss, Zeiss Victory Harpia 85, a été nommée ainsi en référence à la harpie féroce.
Depuis 2008, l'opération Harpie de la Gendarmerie nationale en Guyane vise à lutter contre l'orpaillage illégal. Elle porte ce nom en référence à la harpie féroce.

## Taxonomie
La harpie féroce a été décrite pour la première fois par Carl von Linné dans son ouvrage Systema Naturae, en 1758, où il la nommait Vultur harpyja. Seul membre du genre Harpia, la harpie féroce est la plus proche parente de la harpie huppée (Morphnus guianensis) et de la harpie de Nouvelle-Guinée (Harpyopsis novaeguineae), ces trois espèces composant la sous-famille Harpiinae.
Le nom d'espèce harpyja et le mot harpie dans le nom normalisé « harpie féroce » viennent tous deux du grec ancien hárpuia (ἅρπυια). Ils se réfèrent aux Harpies de la mythologie grecque antique.

### Appellations dans plusieurs langages
- Bulgare : Харпия[45]
- Catalan : Harpia grossa[45]
- Tchèque : Harpyje pralesní[45]
- Danois : Harpy[45]
- Allemand : Harpyie[45]
- Anglais : Harpy Eagle[45]
- Chinois : 角雕[45]
- Chinois (traditionnel) : 角鵰[45]
- Espagnol (Argentine) : Harpía[45]
- Espagnol (Colombie) : Águila Arpía[45]
- Espagnol (Costa Rica) : Aguila arpía[45]
- Espagnol (Espagne) : Arpía Mayor[45]
- Espagnol (Honduras) : Aguila harpía[45]
- Estonien : harpüia (harpüiakotkas)[45]
- Finnois : Harpyija[45]
- Guarani : Taguato ruvicha[45]
- Hébreu[45] : הרפייה
- Hongrois : hárpia[45]
- Italien : Arpia, Arpia americana[45]
- Japonais : オウギワシ[45] (prononcer ougiwashi), qui s'écrit aussi « 扇鷲 » (litt. « aigle éventail »)[46]
- Lituanien : Harpija[45]
- Néerlandais : Harpij[45]
- Norvégien : Harpyørn[45]
- Polonais : harpia wielka[45]
- Portugais (Brésil) : Águia Real, apacanim, cutucurim, gavião-de-penacho, gaviao-real, Gavião-real, guiraçu, Harpia, uiraçu, uiraçu-verdadeiro, uiruuetê,uraçu, uruçu[45]
- Portugais (Portugal) : Gavião-real[45]
- Russe : Гарпия, Обыкновенная гарпия, южноамериканская гарпия[45]
- Slovaque : Harpya opičiarka[45]
- Slovène : Harpija[45]
- Serbe : Harpija[45]
- Suédois : Harpyja[45]

### Vidéographie
- (en) Fergus Beeley et Adrian Seymour, Nature. Jungle eagle (film documentaire), New York, Thirteen, 2011 (EAN 9781608835683, OCLC 753739545).